# Pur (fiume)
Il Pur è un fiume della Russia siberiana nordoccidentale (Jamalia), tributario del mar Glaciale Artico.
Nasce nella parte settentrionale del bassopiano della Siberia Occidentale dalla confluenza dei due rami sorgentiferi Pjakupur e Ajvasedapur che nascono a loro volta dai rilievi degli Uvali siberiani; scorre con direzione mediamente settentrionale in una zona piatta e spesso interessata da zone paludose, sfociando nell'estuario del Taz, insenatura del più grande golfo dell'Ob'. Il fiume propriamente detto è lungo 389 km, che salgono tuttavia a 1.024 considerando il più lungo dei suoi due rami sorgentiferi (il Pjakupur).
I maggiori affluenti del fiume, esclusi i due rami sorgentiferi, sono Chyl'mig"jacha, Jagenetta, Evojacha, Malchojjacha e Tab"jacha dalla sinistra idrografica; Bol'šaja Chadyr'jacha, Ngarka-Chadytajacha, Nadosaljachadyta dalla destra; il fiume Chaduttė sfocia invece in un suo braccio deltizio, nei pressi dell'estuario del Taz.
Il fiume convoglia grandi quantità di acqua, specialmente nei mesi tardo primaverili, quando la sua portata può raggiungere anche i 10.000 m³/s; è gelato, mediamente, da novembre a fine maggio, mesi nei quali si raggiungono invece i valori minimi di portata.
Il bacino idrografico del fiume è ricco di giacimenti di petrolio e gas naturale; una delle maggiori zone estrattive della Russia, il circondario della città di Novyj Urengoj, sorge nella parte occidentale del bacino del fiume.